# Dzień Praw Zwierząt
Międzynarodowy Dzień Praw Zwierząt, (ang.) International Animal Rights Day (IARD) – coroczne międzynarodowe święto obchodzone 10 grudnia.
Święto to obchodzone jest w rocznicę ratyfikacji przez Zgromadzenie Ogólne ONZ Powszechnej Deklaracji Praw Człowieka. Międzynarodowy Dzień Praw Zwierząt został uchwalony 21 września 1977 roku przez Międzynarodową Federację Praw Zwierząt (w Światowej Deklaracji Praw Zwierząt).
W Polsce Dzień Praw Zwierząt jest obchodzony 22 maja. Data nawiązuje do uchwalenia przez Sejm ustawy o ochronie zwierząt w 1997 roku. Święto zostało ustanowione przez Klub Gaja, czyli polską organizację ekologiczną. 
Celem święta jest propagowanie wiedzy na temat praw zwierząt i ich sytuacji. W tym dniu w wielu krajach organizowane są spotkania edukacyjne na temat praw zwierząt. W tym samym dniu co Międzynarodowy Dzień Praw Zwierząt obchodzony jest Dzień Praw Człowieka.